# The Princess Switch
The Princess Switch es una película estadounidense navideña de comedia romántica original de Netflix dirigida por Mike Rohl, el guion fue escrito por Robin Bernheim y Megan Metzger. La película está protagonizada por Vanessa Hudgens, como Margaret Delacourt, duquesa de Montenaro y Stacey De Novo, y Sam Palladio, como el Príncipe Edward.
Fue estrenada el 16 de noviembre de 2018, por Netflix.

## Sinopsis
Cuando una repostera de Chicago llamada Stacy y una futura princesa llamada Margaret descubren que parecen gemelas, traman un plan para hacerse pasar la una por la otra durante las Navidades antes de la boda de Margaret con el príncipe al que apenas conoce.
Durante este tiempo Stacy se va enamorando del príncipe y Margaret se enamora del amigo de Stacy, Kevin. 
¿Pero que pasará cuando deban volver a sus vidas?

## Reparto
- Vanessa Hudgens como Margaret Delacourt duquesa de Montenaro / Stacey De Novo.
- Sam Palladio como Príncipe Edward.
- Nick Sagar como Kevin Richards.
- Mark Fleischmann como Frank De Luca.
- Suanne Braun como la Señora Donatelli.
- Alexa Adeosun como Olivia Richards.
- Sara Stewart como la Reina Caroline.
- Pavel Douglas como el Rey George.
- Amy Griffiths como Brianna.

## Producción
En junio de 2018, se informó que Vanessa Hudgens y Sam Palladio protagonizarían la película de Netflix The Princess Switch.
La fotografía principal se completó en junio de 2018. La mayor parte de la película fue rodada en Rumanía.

## Estreno
Fue estrenada el 16 de noviembre de 2018 por la plataforma Netflix.

## Secuela
Su secuela The Princess Switch: Switched Again, está producida por Brad Krevoy y se estrenó en Netflix el 19 de noviembre de 2020, y protagonizada por Vanessa Hudgens, Sam Palladio, Suanne Braun y Nick Sagar. La historia sigue a Margaret Delacourt, la duquesa de Montenaro, que de repente hereda el trono en su país de origen, Montenaro. A medida que se acerca su coronación navideña, ella y Stacy cambian de lugar una vez más para que Margaret pueda arreglar su relación con Kevin, el amigo de Stacy. Sin el conocimiento de ambas mujeres, una tercera parecida, la malvada prima de Margaret, Lady Fiona, se disfraza de Margaret en un plan para robar el trono.